# Жуку Хергелија (Клуж)
Жуку Хергелија (рум. Jucu Herghelia) насеље је у Румунији у округу Клуж. Oпштина се налази на надморској висини од 342 m.

## Становништво
Према подацима из 2011. године у насељу је живело 4061 становника.